# 亞爾普赫湖

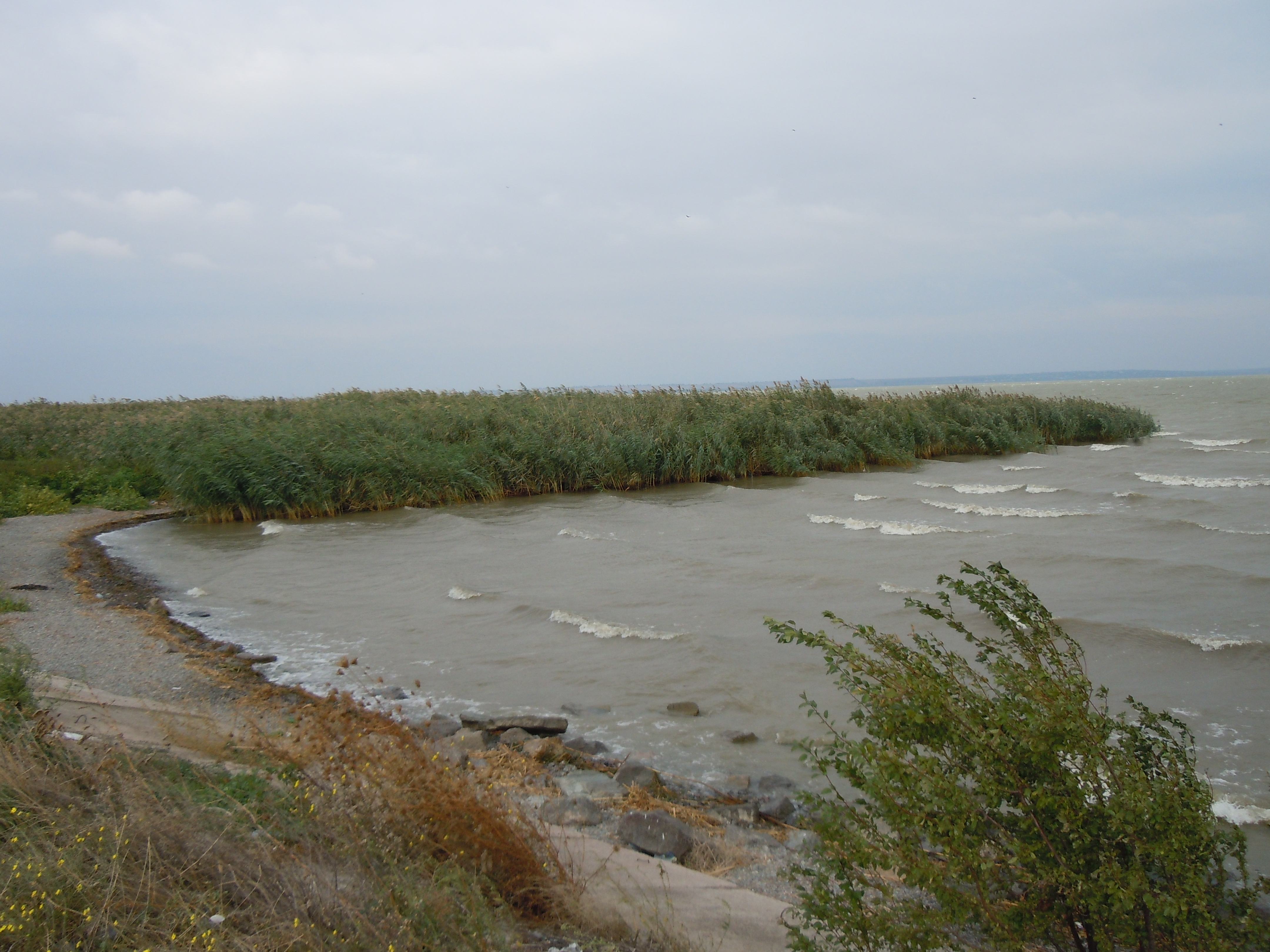
亞爾普赫湖

亞爾普赫湖是烏克蘭的湖泊，位於該國西南部，由敖德薩州負責管轄，長39公里、寬6公里，面積149平方公里，集水區面積4,300平方公里，平均水深2米，最大水深5.5米，該湖是約40種魚類的棲息地。